# 부활절 날짜 목록
이 문서는 부활절 날짜 목록이다. 부활절 날짜는 재의 수요일, 성목요일, 성금요일, 성토요일, 주님 승천 대축일 및 오순절이 특정 연도에 발생하는 시점에도 영향을 미친다. 부활절은 그레고리력 (서방)과 율리우스력 (정교회 또는 동방)에서 다른 날짜에 발생할 수 있다. 다음 표는 최근 및 다가오는 연도에 대한 두 날짜 세트를 제공한다. 계산에 대한 자세한 내용은 컴퓨투스 문서를 참조하라.

## 가장 이른 부활절

### 서방 (그레고리력)
1818년에는 파스카 보름달이 3월 21일 토요일( 분점일)에 해당됐다. 따라서 다음 날인 3월 22일, 즉 그 해의 81번째 날이 부활절이었다. 그처럼 이른 부활절은 다음 번에 2285년에 있을 것이다.
그 기간 동안 두 번째로 이른 부활절인 3월 23일은 1845년, 1856년, 1913년, 그리고 2008년에 발생했다. 다음 부활절은 2160년 3월 23일에 있을 것이다. 이는 각각 11년, 57년, 95년, 152년의 간격을 둔다.
가장 이른 국제 표준 계산에 따른 주는 W12이며, 그 해의 12번째 일요일이 또한 가장 이른 가능한 부활절 일요일이다.

### 동방 정교회 (율리우스력)
1875년부터 2099년까지 동방 정교회에서 가장 이른 부활절 날짜는 1915년 4월 4일과 2010년 4월 4일 (그레고리력)이다. 두 날짜 모두 율리우스력으로는 3월 22일에 해당한다. 다음으로 이른 동방 정교회 부활절 날짜인 율리우스력 3월 23일은 마지막으로 1953년에 있었고, 다음에는 2037년에 있을 것이다. 이 두 날짜 모두 그레고리력으로는 4월 5일에 해당한다.

## 가장 늦은 부활절

### 서방 (그레고리력)
1943년, 부활절은 그 해의 115번째 날인 4월 25일 일요일이었다. 파스카 이전의 마지막 교회력 보름달은 3월 20일까지 나타나지 않았는데, 이는 춘분을 컴퓨투스 목적으로 할당된 고정 날짜인 3월 21일 이전에 파스카 보름달이 나타나지 않았음을 의미한다. 결과적으로 부활절은 그 다음 일요일인 4월 25일이었다. 부활절은 다음 번에 2038년에 다시 늦게 발생할 것이다. 이는 95년의 간격이다. 부활절은 또한 윤년의 4월 25일, 즉 그 해의 116번째 날에 발생할 수도 있지만, 이는 그레고리력 개혁이 시행된 이래로 한 번도 발생하지 않았다. 윤년에 부활절이 4월 25일에 처음으로 발생하는 해는 3784년이 될 것이다. 이는 부활절이 ISO 주 W17에 속하는 유일한 경우이기도 하며, 그 외 4월 18일 이후 및 윤년의 이 날에 발생하는 모든 경우는 W16에 속한다. 여러 경우에 부활절은 가능한 가장 늦은 날인 그 해의 17번째 일요일에 해당한다. 윤년에 부활절이 4월 24일에 처음으로 발생하는 해는 4292년이며, 이는 또한 그 해의 115번째 날이다.
두 번째로 늦은 부활절 날짜인 4월 24일 또는 114일째 날은 2011년에 발생했다. 이전에는 1859년에 발생했으며, 다음 번에는 2095년까지 다시 발생하지 않을 것이다. 이는 각각 152년과 84년의 간격이다. 부활절은 또한 윤년인 2000년 4월 23일, 즉 그 해의 114일째 날에도 발생했다.

### 동방 정교회 (율리우스력)
1875년부터 2099년까지 동방 정교회 부활절의 가장 늦은 날짜는 1983년 5월 8일과 2078년 5월 8일 (그레고리력)이다. 두 날짜 모두 율리우스력으로는 4월 25일에 해당한다. 동방 정교회 부활절이 율리우스력 4월 24일, 즉 두 번째로 늦은 날짜에 마지막으로 해당했던 때는 1888년으로, 그레고리력으로는 1888년 5월 6일에 해당한다. 다음 번에 동방 정교회 부활절이 율리우스력 4월 24일에 해당할 때는 2051년으로, 그레고리력으로는 2051년 5월 7일에 해당한다. 이 날짜까지 동방 정교회 부활절은 그레고리력 5월 7일에 해당한 적이 없다.

## 서방 부활절과 동방 정교회 부활절이 같은 날인 경우
달력상 13일 차이가 있음에도 불구하고, 서방 부활절과 동방 정교회 부활절은 가끔 같은 날에 나타나기도 하는데, 2010년, 2011년, 2014년, 2017년, 2025년에 그러했다. 예를 들어, 서방 (그레고리) 달력에 따르면, 춘분(3월 21일) 이후 첫 파스카 보름달은 2014년 4월 14일 월요일에 해당했다. 따라서 그 다음 일요일인 4월 20일이 부활절이었다.
동방 정교회 (율리우스) 달력(그레고리력보다 13일 뒤처짐)에 따르면, 춘분도 3월 21일에 해당한다. 그러나 그레고리력에서는 이는 4월 3일이다. 춘분 이후 첫 동방 정교회 보름달은 (율리우스) 2014년 4월 2일 화요일(그레고리력 4월 15일)에 해당한다. 따라서 그 다음 일요일인 (율리우스) 4월 7일이 부활절이다(그레고리력 4월 20일).

## 서방 및 동방 정교회 부활절 날짜 범위
두 달력(그레고리력과 율리우스력) 모두 부활절을 각 달력의 3월 22일부터 4월 25일 사이에 오는 날로 계산한다. 그러나 현재 13일의 차이 때문에 서방 부활절은 율리우스력으로 3월 10일부터 4월 12일 사이에 온다. 반대로 동방 정교회 부활절은 그레고리력으로 4월 4일부터 5월 8일 사이에 온다.
부활절의 가능한 날짜는 그 해의 첫째 날과 그에 따른 주일 문자에 따라 달라진다. 각 유형에는 5가지 가능한 부활절 날짜가 있다. 부활절 날짜에 따라 달라지는 일부 축제(예: 고백의 월요일)는 윤일 이전에 발생할 수 있다.
| 주일 문자 | 1월 1일 | 3월 1일 | 가장 이른 | 이른     | 중간     | 늦은     | 가장 늦은 |
| --------- | ------- | ------- | --------- | -------- | -------- | -------- | --------- |
| D         | 목요일  | 일요일  | 3월 22일  | 3월 29일 | 4월 5일  | 4월 12일 | 4월 19일  |
| ED        | 수요일  | 일요일  | 3월 22일  | 3월 29일 | 4월 5일  | 4월 12일 | 4월 19일  |
| E         | 수요일  | 토요일  | 3월 23일  | 3월 30일 | 4월 6일  | 4월 13일 | 4월 20일  |
| FE        | 화요일  | 토요일  | 3월 23일  | 3월 30일 | 4월 6일  | 4월 13일 | 4월 20일  |
| F         | 화요일  | 금요일  | 3월 24일  | 3월 31일 | 4월 7일  | 4월 14일 | 4월 21일  |
| GF        | 월요일  | 금요일  | 3월 24일  | 3월 31일 | 4월 7일  | 4월 14일 | 4월 21일  |
| G         | 월요일  | 목요일  | 3월 25일  | 4월 1일  | 4월 8일  | 4월 15일 | 4월 22일  |
| AG        | 일요일  | 목요일  | 3월 25일  | 4월 1일  | 4월 8일  | 4월 15일 | 4월 22일  |
| A         | 일요일  | 수요일  | 3월 26일  | 4월 2일  | 4월 9일  | 4월 16일 | 4월 23일  |
| BA        | 토요일  | 수요일  | 3월 26일  | 4월 2일  | 4월 9일  | 4월 16일 | 4월 23일  |
| B         | 토요일  | 화요일  | 3월 27일  | 4월 3일  | 4월 10일 | 4월 17일 | 4월 24일  |
| CB        | 금요일  | 화요일  | 3월 27일  | 4월 3일  | 4월 10일 | 4월 17일 | 4월 24일  |
| C         | 금요일  | 월요일  | 3월 28일  | 4월 4일  | 4월 11일 | 4월 18일 | 4월 25일  |
| DC        | 목요일  | 월요일  | 3월 28일  | 4월 4일  | 4월 11일 | 4월 18일 | 4월 25일  |

그레고리력으로 3월 22일부터 4월 25일까지의 일요일은 평년의 경우 81번째부터 115번째 날이거나 윤년의 경우 82번째부터 116번째 날이다. 이들은 ISO 주 번호 W12부터 W17의 마지막 날로 나타나며, 그 해의 12번째부터 17번째 일요일이기도 하지만, 이 숫자는 일부 연도에 일치하지 않는다.
| 변형 | 부활절 일요일 | 횟수 | 가장 최근 | 다음 | 연간 일수 | 주  | 일요일 |
| ---- | ------------- | ---- | --------- | ---- | --------- | --- | ------ |
| 1    | 3월 22일      | 4    | 1818      | 2285 | 081       | W12 | 12번째 |
| 1*   | 3월 22일      | 0    | —         | 2972 | 082       | W12 | 12번째 |
| 2    | 3월 23일      | 2    | 1913      | 2600 | 082       | W12 | 12번째 |
| 2*   | 3월 23일      | 5    | 2008      | 2160 | 083       | W12 | 12번째 |
| 3    | 3월 24일      | 1    | 1799      | 2391 | 083       | W12 | 12번째 |
| 3*   | 3월 24일      | 1    | 1940      | 5280 | 084       | W12 | 12번째 |
| 4    | 3월 25일      | 7    | 1951      | 2035 | 084       | W12 | 12번째 |
| 4*   | 3월 25일      | 0    | —         | 3792 | 085       | W12 | 13번째 |
| 5    | 3월 26일      | 12   | 1989      | 2062 | 085       | W12 | 13번째 |
| 5*   | 3월 26일      | 1    | 1780      | 2084 | 086       | W12 | 13번째 |
| 6    | 3월 27일      | 9    | 2005      | 2157 | 086       | W12 | 13번째 |
| 6*   | 3월 27일      | 6    | 2016      | 2168 | 087       | W12 | 13번째 |
| 7    | 3월 28일      | 6    | 1937      | 2027 | 087       | W12 | 13번째 |
| 7*   | 3월 28일      | 4    | 1948      | 2032 | 088       | W13 | 13번째 |
| 8    | 3월 29일      | 9    | 1970      | 2043 | 088       | W13 | 13번째 |
| 8*   | 3월 29일      | 3    | 1964      | 2116 | 089       | W13 | 13번째 |
| 9    | 3월 30일      | 14   | 1997      | 2059 | 089       | W13 | 13번째 |
| 9*   | 3월 30일      | 0    | —         | 2092 | 090       | W13 | 13번째 |
| 10   | 3월 31일      | 16   | 2013      | 2086 | 090       | W13 | 13번째 |
| 10*  | 3월 31일      | 4    | 2024      | 2176 | 091       | W13 | 13번째 |
| 11   | 4월 1일       | 10   | 2018      | 2029 | 091       | W13 | 13번째 |
| 11*  | 4월 1일       | 6    | 1956      | 2040 | 092       | W13 | 14번째 |
| 12   | 4월 2일       | 9    | 1961      | 2051 | 092       | W13 | 14번째 |
| 12*  | 4월 2일       | 5    | 1972      | 2056 | 093       | W13 | 14번째 |
| 13   | 4월 3일       | 8    | 1994      | 2067 | 093       | W13 | 14번째 |
| 13*  | 4월 3일       | 5    | 1988      | 2140 | 094       | W13 | 14번째 |
| 14   | 4월 4일       | 13   | 2021      | 2083 | 094       | W13 | 14번째 |
| 14*  | 4월 4일       | 1    | 1920      | 2488 | 095       | W14 | 14번째 |
| 15   | 4월 5일       | 15   | 2015      | 2026 | 095       | W14 | 14번째 |
| 15*  | 4월 5일       | 3    | 1896      | 2048 | 096       | W14 | 14번째 |
| 16   | 4월 6일       | 12   | 1969      | 2042 | 096       | W14 | 14번째 |
| 16*  | 4월 6일       | 5    | 1980      | 2064 | 097       | W14 | 14번째 |
| 17   | 4월 7일       | 8    | 1985      | 2075 | 097       | W14 | 14번째 |
| 17*  | 4월 7일       | 5    | 1996      | 2080 | 098       | W14 | 14번째 |
| 18   | 4월 8일       | 8    | 2007      | 2091 | 098       | W14 | 14번째 |
| 18*  | 4월 8일       | 6    | 2012      | 2164 | 099       | W14 | 15번째 |
| 19   | 4월 9일       | 9    | 2023      | 2034 | 099       | W14 | 15번째 |
| 19*  | 4월 9일       | 1    | 1944      | 2884 | 100       | W14 | 15번째 |
| 20   | 4월 10일      | 16   | 1977      | 2039 | 100       | W14 | 15번째 |
| 20*  | 4월 10일      | 0    | —         | 2072 | 101       | W14 | 15번째 |
| 21   | 4월 11일      | 15   | 1993      | 2066 | 101       | W14 | 15번째 |
| 21*  | 4월 11일      | 4    | 2004      | 2088 | 102       | W15 | 15번째 |
| 22   | 4월 12일      | 11   | 2009      | 2093 | 102       | W15 | 15번째 |
| 22*  | 4월 12일      | 5    | 2020      | 2172 | 103       | W15 | 15번째 |
| 23   | 4월 13일      | 8    | 1941      | 2031 | 103       | W15 | 15번째 |
| 23*  | 4월 13일      | 4    | 1952      | 2036 | 104       | W15 | 15번째 |
| 24   | 4월 14일      | 10   | 1974      | 2047 | 104       | W15 | 15번째 |
| 24*  | 4월 14일      | 4    | 1968      | 2120 | 105       | W15 | 15번째 |
| 25   | 4월 15일      | 14   | 2001      | 2063 | 105       | W15 | 15번째 |
| 25*  | 4월 15일      | 0    | —         | 2096 | 106       | W15 | 16번째 |
| 26   | 4월 16일      | 17   | 2017      | 2090 | 106       | W15 | 16번째 |
| 26*  | 4월 16일      | 3    | 1876      | 2028 | 107       | W15 | 16번째 |
| 27   | 4월 17일      | 10   | 2022      | 2033 | 107       | W15 | 16번째 |
| 27*  | 4월 17일      | 6    | 1960      | 2044 | 108       | W15 | 16번째 |
| 28   | 4월 18일      | 9    | 1965      | 2049 | 108       | W15 | 16번째 |
| 28*  | 4월 18일      | 5    | 1976      | 2060 | 109       | W16 | 16번째 |
| 29   | 4월 19일      | 9    | 1987      | 2071 | 109       | W16 | 16번째 |
| 29*  | 4월 19일      | 5    | 1992      | 2076 | 110       | W16 | 16번째 |
| 30   | 4월 20일      | 12   | 2025      | 2087 | 110       | W16 | 16번째 |
| 30*  | 4월 20일      | 1    | 1924      | 2864 | 111       | W16 | 16번째 |
| 31   | 4월 21일      | 14   | 2019      | 2030 | 111       | W16 | 16번째 |
| 31*  | 4월 21일      | 1    | 1680      | 2052 | 112       | W16 | 16번째 |
| 32   | 4월 22일      | 8    | 1973      | 2057 | 112       | W16 | 16번째 |
| 32*  | 4월 22일      | 5    | 1984      | 2068 | 113       | W16 | 17번째 |
| 33   | 4월 23일      | 1    | 1905      | 2079 | 113       | W16 | 17번째 |
| 33*  | 4월 23일      | 4    | 2000      | 2152 | 114       | W16 | 17번째 |
| 34   | 4월 24일      | 5    | 2011      | 2095 | 114       | W16 | 17번째 |
| 34*  | 4월 24일      | 0    | —         | 4292 | 115       | W16 | 17번째 |
| 35   | 4월 25일      | 4    | 1943      | 2038 | 115       | W16 | 17번째 |
| 35*  | 4월 25일      | 0    | —         | 3784 | 116       | W17 | 17번째 |

(별표 *가 붙은 변형은 윤년에 해당한다.)
그레고리력 컴퓨터스는 570만 년의 주기를 산출하지만, 완전한 디오니시우스 파스카 주기는 단 532년이므로, 니케아 공의회 이후 세 번 이상의 반복이 이미 지났다.
| 변형 | 부활절 일요일 | 부활절 일요일        | 빈도   | 횟수        | 횟수       | 그레고리력 횟수 | 그레고리력 횟수 | 그레고리력 횟수 | 그레고리력 횟수 | 그레고리력 횟수 | 그레고리력 횟수 | 그레고리력 횟수 | 그레고리력 횟수 | 가장 최근 | 다음 |
| 변형 | 율리우스      | 콥트력, 에티오피아력 | 빈도   | 0325년 이후 | 1582년까지 | 16세기+17세기   | 16세기+17세기   | 18세기          | 18세기          | 19세기          | 19세기          | 20세기+21세기   | 20세기+21세기   | 가장 최근 | 다음 |
| ---- | ------------- | -------------------- | ------ | ----------- | ---------- | --------------- | --------------- | --------------- | --------------- | --------------- | --------------- | --------------- | --------------- | --------- | ---- |
| 1    | 3월 22일      | 07/26                | 0.564% | 10          | 8          | 4월 1일         | 0               | 4월 2일         | 0               | 4월 3일         | 0               | 4월 4일         | 2               | 2010      | 2105 |
| 1*   | 3월 22일      | 07/26                | 0.188% | 3           | 2          | 4월 1일         | 1               | 4월 2일         | 0               | 4월 3일         | 0               | 4월 4일         | 0               | 1668      | 2200 |
| 2    | 3월 23일      | 07/27                | 1.128% | 20          | 15         | 4월 2일         | 0               | 4월 3일         | 1               | 4월 4일         | 2               | 4월 5일         | 2               | 1953      | 2037 |
| 2*   | 3월 23일      | 07/27                | 0.376% | 6           | 5          | 4월 2일         | 1               | 4월 3일         | 0               | 4월 4일         | 0               | 4월 5일         | 0               | 1600      | 2048 |
| 3    | 3월 24일      | 07/28                | 1.128% | 18          | 12         | 4월 3일         | 2               | 4월 4일         | 2               | 4월 5일         | 2               | 4월 6일         | 0               | 1885      | 2143 |
| 3*   | 3월 24일      | 07/28                | 0.376% | 7           | 5          | 4월 3일         | 0               | 4월 4일         | 0               | 4월 5일         | 1               | 4월 6일         | 1               | 1980      | 2428 |
| 4    | 3월 25일      | 07/29                | 1.692% | 28          | 21         | 4월 4일         | 3               | 4월 5일         | 2               | 4월 6일         | 1               | 4월 7일         | 1               | 1991      | 2075 |
| 4*   | 3월 25일      | 07/29                | 0.564% | 9           | 6          | 4월 4일         | 0               | 4월 5일         | 1               | 4월 6일         | 1               | 4월 7일         | 1               | 1912      | 2276 |
| 5    | 3월 26일      | 07/30                | 2.256% | 40          | 32         | 4월 5일         | 2               | 4월 6일         | 1               | 4월 7일         | 1               | 4월 8일         | 4               | 2018      | 2029 |
| 5*   | 3월 26일      | 07/30                | 0.752% | 12          | 8          | 4월 5일         | 2               | 4월 6일         | 1               | 4월 7일         | 1               | 4월 8일         | 0               | 1844      | 2124 |
| 6    | 3월 27일      | 08/01                | 2.256% | 39          | 29         | 4월 6일         | 2               | 4월 7일         | 2               | 4월 8일         | 3               | 4월 9일         | 3               | 1961      | 2034 |
| 6*   | 3월 27일      | 08/01                | 0.752% | 13          | 10         | 4월 6일         | 2               | 4월 7일         | 0               | 4월 8일         | 0               | 4월 9일         | 1               | 1972      | 2056 |
| 7    | 3월 28일      | 08/02                | 2.820% | 47          | 34         | 4월 7일         | 2               | 4월 8일         | 5               | 4월 9일         | 4               | 4월 10일        | 2               | 1977      | 2061 |
| 7*   | 3월 28일      | 08/02                | 0.940% | 16          | 12         | 4월 7일         | 1               | 4월 8일         | 0               | 4월 9일         | 1               | 4월 10일        | 2               | 1988      | 2072 |
| 8    | 3월 29일      | 08/03                | 2.256% | 37          | 27         | 4월 8일         | 3               | 4월 9일         | 3               | 4월 10일        | 2               | 4월 11일        | 2               | 1999      | 2083 |
| 8*   | 3월 29일      | 08/03                | 0.752% | 13          | 9          | 4월 8일         | 0               | 4월 9일         | 1               | 4월 10일        | 1               | 4월 11일        | 2               | 2004      | 2284 |
| 9    | 3월 30일      | 08/04                | 2.256% | 38          | 29         | 4월 9일         | 4               | 4월 10일        | 2               | 4월 11일        | 1               | 4월 12일        | 2               | 2015      | 2026 |
| 9*   | 3월 30일      | 08/04                | 0.752% | 13          | 9          | 4월 9일         | 1               | 4월 10일        | 1               | 4월 11일        | 1               | 4월 12일        | 1               | 1936      | 2216 |
| 10   | 3월 31일      | 08/05                | 2.820% | 48          | 36         | 4월 10일        | 5               | 4월 11일        | 2               | 4월 12일        | 2               | 4월 13일        | 3               | 1969      | 2031 |
| 10*  | 3월 31일      | 08/05                | 0.940% | 15          | 11         | 4월 10일        | 1               | 4월 11일        | 2               | 4월 12일        | 1               | 4월 13일        | 0               | 1868      | 2064 |
| 11   | 4월 1일       | 08/06                | 2.256% | 39          | 29         | 4월 11일        | 1               | 4월 12일        | 2               | 4월 13일        | 3               | 4월 14일        | 4               | 1985      | 2058 |
| 11*  | 4월 1일       | 08/06                | 0.752% | 13          | 10         | 4월 11일        | 1               | 4월 12일        | 1               | 4월 13일        | 0               | 4월 14일        | 1               | 1996      | 2080 |
| 12   | 4월 2일       | 08/07                | 2.256% | 38          | 27         | 4월 12일        | 1               | 4월 13일        | 2               | 4월 14일        | 4               | 4월 15일        | 4               | 2001      | 2085 |
| 12*  | 4월 2일       | 08/07                | 0.752% | 14          | 11         | 4월 12일        | 1               | 4월 13일        | 0               | 4월 14일        | 0               | 4월 15일        | 2               | 2012      | 2096 |
| 13   | 4월 3일       | 08/08                | 2.820% | 49          | 35         | 4월 13일        | 4               | 4월 14일        | 3               | 4월 15일        | 3               | 4월 16일        | 4               | 2023      | 2107 |
| 13*  | 4월 3일       | 08/08                | 0.940% | 16          | 13         | 4월 13일        | 0               | 4월 14일        | 1               | 4월 15일        | 1               | 4월 16일        | 1               | 1944      | 2028 |
| 14   | 4월 4일       | 08/09                | 2.256% | 37          | 27         | 4월 14일        | 6               | 4월 15일        | 2               | 4월 16일        | 1               | 4월 17일        | 1               | 1955      | 2039 |
| 14*  | 4월 4일       | 08/09                | 0.752% | 13          | 9          | 4월 14일        | 0               | 4월 15일        | 2               | 4월 16일        | 1               | 4월 17일        | 1               | 1960      | 2240 |
| 15   | 4월 5일       | 08/10                | 2.820% | 48          | 36         | 4월 15일        | 3               | 4월 16일        | 3               | 4월 17일        | 3               | 4월 18일        | 3               | 1993      | 2055 |
| 15*  | 4월 5일       | 08/10                | 0.940% | 15          | 11         | 4월 15일        | 1               | 4월 16일        | 1               | 4월 17일        | 2               | 4월 18일        | 0               | 1892      | 2088 |
| 16   | 4월 6일       | 08/11                | 2.820% | 49          | 37         | 4월 16일        | 2               | 4월 17일        | 2               | 4월 18일        | 2               | 4월 19일        | 6               | 2009      | 2071 |
| 16*  | 4월 6일       | 08/11                | 0.940% | 16          | 12         | 4월 16일        | 1               | 4월 17일        | 1               | 4월 18일        | 1               | 4월 19일        | 1               | 2020      | 2104 |
| 17   | 4월 7일       | 08/12                | 2.256% | 41          | 29         | 4월 17일        | 1               | 4월 18일        | 2               | 4월 19일        | 3               | 4월 20일        | 5               | 2025      | 2109 |
| 17*  | 4월 7일       | 08/12                | 0.752% | 13          | 10         | 4월 17일        | 2               | 4월 18일        | 0               | 4월 19일        | 0               | 4월 20일        | 1               | 1952      | 2036 |
| 18   | 4월 8일       | 08/13                | 2.820% | 47          | 34         | 4월 18일        | 4               | 4월 19일        | 4               | 4월 20일        | 3               | 4월 21일        | 2               | 1957      | 2041 |
| 18*  | 4월 8일       | 08/13                | 0.940% | 16          | 12         | 4월 18일        | 1               | 4월 19일        | 0               | 4월 20일        | 2               | 4월 21일        | 1               | 1968      | 2052 |
| 19   | 4월 9일       | 08/14                | 2.256% | 37          | 27         | 4월 19일        | 4               | 4월 20일        | 3               | 4월 21일        | 2               | 4월 22일        | 1               | 1979      | 2063 |
| 19*  | 4월 9일       | 08/14                | 0.752% | 13          | 9          | 4월 19일        | 0               | 4월 20일        | 1               | 4월 21일        | 1               | 4월 22일        | 2               | 1984      | 2264 |
| 20   | 4월 10일      | 08/15                | 2.256% | 38          | 29         | 4월 20일        | 3               | 4월 21일        | 2               | 4월 22일        | 1               | 4월 23일        | 3               | 2006      | 2079 |
| 20*  | 4월 10일      | 08/15                | 0.752% | 12          | 8          | 4월 20일        | 1               | 4월 21일        | 1               | 4월 22일        | 1               | 4월 23일        | 1               | 1916      | 2196 |
| 21   | 4월 11일      | 08/16                | 2.820% | 50          | 38         | 4월 21일        | 3               | 4월 22일        | 2               | 4월 23일        | 2               | 4월 24일        | 5               | 2022      | 2033 |
| 21*  | 4월 11일      | 08/16                | 0.940% | 15          | 11         | 4월 21일        | 2               | 4월 22일        | 1               | 4월 23일        | 1               | 4월 24일        | 0               | 1848      | 2128 |
| 22   | 4월 12일      | 08/17                | 2.256% | 39          | 29         | 4월 22일        | 2               | 4월 23일        | 2               | 4월 24일        | 3               | 4월 25일        | 3               | 1965      | 2038 |
| 22*  | 4월 12일      | 08/17                | 0.752% | 13          | 10         | 4월 22일        | 2               | 4월 23일        | 0               | 4월 24일        | 0               | 4월 25일        | 1               | 1976      | 2060 |
| 23   | 4월 13일      | 08/18                | 2.256% | 38          | 27         | 4월 23일        | 1               | 4월 24일        | 3               | 4월 25일        | 5               | 4월 26일        | 2               | 1981      | 2065 |
| 23*  | 4월 13일      | 08/18                | 0.752% | 13          | 10         | 4월 23일        | 1               | 4월 24일        | 0               | 4월 25일        | 0               | 4월 26일        | 2               | 1992      | 2076 |
| 24   | 4월 14일      | 08/19                | 2.820% | 47          | 34         | 4월 24일        | 3               | 4월 25일        | 3               | 4월 26일        | 3               | 4월 27일        | 4               | 2003      | 2087 |
| 24*  | 4월 14일      | 08/19                | 0.940% | 17          | 13         | 4월 24일        | 0               | 4월 25일        | 1               | 4월 26일        | 1               | 4월 27일        | 2               | 2008      | 2092 |
| 25   | 4월 15일      | 08/20                | 2.256% | 38          | 29         | 4월 25일        | 4               | 4월 26일        | 2               | 4월 27일        | 1               | 4월 28일        | 2               | 2019      | 2030 |
| 25*  | 4월 15일      | 08/20                | 0.752% | 13          | 9          | 4월 25일        | 1               | 4월 26일        | 1               | 4월 27일        | 1               | 4월 28일        | 1               | 1940      | 2220 |
| 26   | 4월 16일      | 08/21                | 2.820% | 48          | 36         | 4월 26일        | 5               | 4월 27일        | 2               | 4월 28일        | 2               | 4월 29일        | 3               | 1973      | 2035 |
| 26*  | 4월 16일      | 08/21                | 0.940% | 15          | 11         | 4월 26일        | 1               | 4월 27일        | 2               | 4월 28일        | 1               | 4월 29일        | 0               | 1872      | 2068 |
| 27   | 4월 17일      | 08/22                | 2.256% | 39          | 29         | 4월 27일        | 1               | 4월 28일        | 2               | 4월 29일        | 3               | 4월 30일        | 4               | 1989      | 2062 |
| 27*  | 4월 17일      | 08/22                | 0.752% | 13          | 10         | 4월 27일        | 1               | 4월 28일        | 1               | 4월 29일        | 0               | 4월 30일        | 1               | 2000      | 2084 |
| 28   | 4월 18일      | 08/23                | 2.256% | 39          | 28         | 4월 28일        | 1               | 4월 29일        | 2               | 4월 30일        | 4               | 5월 1일         | 4               | 2005      | 2089 |
| 28*  | 4월 18일      | 08/23                | 0.752% | 14          | 11         | 4월 28일        | 1               | 4월 29일        | 0               | 4월 30일        | 0               | 5월 1일         | 2               | 2016      | 2100 |
| 29   | 4월 19일      | 08/24                | 2.820% | 48          | 35         | 4월 29일        | 4               | 4월 30일        | 3               | 5월 1일         | 3               | 5월 2일         | 3               | 2021      | 2027 |
| 29*  | 4월 19일      | 08/24                | 0.940% | 16          | 12         | 4월 29일        | 1               | 4월 30일        | 1               | 5월 1일         | 1               | 5월 2일         | 1               | 1948      | 2032 |
| 30   | 4월 20일      | 08/25                | 2.256% | 37          | 27         | 4월 30일        | 5               | 5월 1일         | 3               | 5월 2일         | 1               | 5월 3일         | 1               | 1959      | 2043 |
| 30*  | 4월 20일      | 08/25                | 0.752% | 13          | 9          | 4월 30일        | 0               | 5월 1일         | 2               | 5월 2일         | 1               | 5월 3일         | 1               | 1964      | 2138 |
| 31   | 4월 21일      | 08/26                | 1.692% | 29          | 23         | 5월 1일         | 2               | 5월 2일         | 1               | 5월 3일         | 1               | 5월 4일         | 2               | 1986      | 2059 |
| 31*  | 4월 21일      | 08/26                | 0.564% | 9           | 6          | 5월 1일         | 1               | 5월 2일         | 1               | 5월 3일         | 1               | 5월 4일         | 0               | 1812      | 2176 |
| 32   | 4월 22일      | 08/27                | 1.692% | 30          | 22         | 5월 2일         | 0               | 5월 3일         | 1               | 5월 4일         | 2               | 5월 5일         | 5               | 2013      | 2097 |
| 32*  | 4월 22일      | 08/27                | 0.564% | 10          | 8          | 5월 2일         | 1               | 5월 3일         | 0               | 5월 4일         | 0               | 5월 5일         | 1               | 2024      | 2108 |
| 33   | 4월 23일      | 08/28                | 1.128% | 19          | 13         | 5월 3일         | 1               | 5월 4일         | 2               | 5월 5일         | 2               | 5월 6일         | 1               | 1945      | 2203 |
| 33*  | 4월 23일      | 08/28                | 0.376% | 7           | 6          | 5월 3일         | 0               | 5월 4일         | 0               | 5월 5일         | 0               | 5월 6일         | 1               | 1956      | 2040 |
| 34   | 4월 24일      | 08/29                | 1.128% | 18          | 13         | 5월 4일         | 3               | 5월 5일         | 2               | 5월 6일         | 0               | 5월 7일         | 0               | 1793      | 2051 |
| 34*  | 4월 24일      | 08/29                | 0.376% | 6           | 4          | 5월 4일         | 0               | 5월 5일         | 0               | 5월 6일         | 2               | 5월 7일         | 0               | 1888      | 2336 |
| 35   | 4월 25일      | 08/30                | 0.564% | 10          | 8          | 5월 5일         | 1               | 5월 6일         | 0               | 5월 7일         | 0               | 5월 8일         | 1               | 1983      | 2078 |
| 35*  | 4월 25일      | 08/30                | 0.188% | 3           | 2          | 5월 5일         | 0               | 5월 6일         | 1               | 5월 7일         | 0               | 5월 8일         | 0               | 1736      | 2268 |

## 공휴일
헝가리, 케냐, 영국 (스코틀랜드 제외), 홍콩, 오스트레일리아, 뉴질랜드, 남아프리카 공화국, 슬로바키아, 독일, 세르비아, 스웨덴, 스위스, 나미비아, 말라위, 보츠와나, 잠비아, 짐바브웨에서는 부활절에 성금요일과 부활절 월요일 두 개의 공휴일이 있어 4일간의 연휴가 된다. 부활절의 이동 가능한 날짜는 때때로 다른 고정 또는 이동 가능한 공휴일과 충돌하기도 한다.
- 영국에서는 2000년과 2011년에 오월제 공휴일이 부활절 월요일로부터 1주일 뒤에 있어 3주 연속으로 공휴일이 발생했다. (스코틀랜드에서는 부활절 월요일이 공휴일이 아니므로 이런 일이 발생하지 않았다.) 2011년에는 윌리엄 왕자와 캐서린 미들턴의 결혼식을 위해 4월 29일 금요일이 공휴일로 선포되었다.[2] 그 결과 연속된 3주간에 4개의 공휴일(한 주에 2개 포함)이 발생하여 2개의 연속된 4일 연휴(4월 22일 금요일 – 4월 25일 월요일, 4월 29일 금요일 – 5월 2일 월요일)와 그 사이에 3일 근무 주간(4월 26일 화요일 – 4월 28일 목요일)이 만들어졌다.
- 북아일랜드와 아일랜드에서는 2008년에 성 파트리치오 축일 (3월 17일 월요일)이 부활절 (3월 23일 일요일) 6일 전에 해당하여 3일 근무 주간 (3월 18일 화요일 – 3월 20일 목요일)이 만들어졌다. 다음 번에는 2035년에 이런 일이 발생할 것인데, 성 파트리치오 축일이 토요일이므로 공휴일이 그 다음 월요일인 3월 19일로 앞당겨져 다시 부활절 6일 전이 된다.
  - 로마 가톨릭교회 전례력에서 성인의 축일이 고난주간에 해당하면 지켜지지 않는다. 이로 인해 2008년 전례력에 성 파트리치오 축일이 나타나지 않았고, 3월 17일은 단순히 고난주간 월요일로 기념되었다. 아일랜드에서는 교회가 대신 3월 15일 토요일에 성 파트리치오 축일을 기념하기로 결정했다.[3]
- 오스트레일리아와 뉴질랜드에서는 안작 데이가 4월 25일 공휴일이다. 2000년과 2011년에 이로 인해 부활절에 5일 연휴가 생겼다. 2000년에는 부활절 월요일이 4월 24일에 해당했고, 그 다음 화요일인 4월 25일이 안작 데이였다. 2011년에는 안작 데이와 부활절 월요일이 4월 25일 월요일에 겹쳤는데, 이로 인해 오스트레일리아에서는 4월 26일 화요일이 대체 공휴일로 선포되었고,[4] 이는 뉴질랜드가 2013년에 월요일화 법안을 도입하는 데 기여했을 가능성이 크다. 2003년, 2014년, 2025년에는 안작 데이가 부활절 다음 금요일에 해당했고, 2019년에는 부활절 다음 목요일에 해당했으며, 2038년에는 부활절 일요일에 해당할 것이다. 그 결과 부활절 주말 직후에는 3일 근무 주간이 생긴다.
- 홍콩에서는 2021년 부활절 일요일 (4월 4일)이 청명절과 겹쳐 4월 5일 월요일 (청명절 다음 날)과 4월 6일 화요일 (부활절 월요일 다음 날)이 공휴일이 되어 5일 연휴 (4월 2일 금요일 – 4월 6일 화요일)가 되었다.[5]
- 세르비아에서는 2024년 부활절 연휴가 5월 1일과 5월 2일에 기념되는 노동절 직전에 있어 6일 연휴 (5월 1일 수요일 – 5월 6일 월요일)가 만들어질 것이다.[6]
- 남아프리카 공화국에서는 2008년 4월 21일 성금요일이 인권의 날 공휴일과 겹쳤다. 이를 보상하기 위해 노동자의 날 다음 날인 5월 2일 금요일이 추가 공휴일로 선포되었다.[7]
- 부활절은 미국의 연방 공휴일이 아니다. 그러나 노스캐롤라이나주에서는 1935년부터 1987년까지 공휴일이었다.[8]
- 덴마크와 노르웨이에서는 부활절 이전에 성목요일과 성금요일, 그리고 부활절 월요일을 공휴일로 기념한다. 노르웨이에서는 학교와 기업이 전통적으로 수요일에도 반일 근무를 한다. 덴마크 학교는 부활절 이전에 월요일부터 수요일까지 휴교하며, 공휴일에도 휴무한다.

성금요일은 퀘벡주를 제외한 캐나다 전역에서 법정 공휴일이며, 퀘벡주에서는 부활절 월요일이 법정 공휴일이다. 캐나다에는 3월이나 4월에 다른 법정 공휴일이 없지만, 뉴펀들랜드 래브라도주에서는 3월 17일에 성 파트리치오 축일을, 4월 23일에 성 조지 축일을 지킨다.